# Jiříkovice
Jiříkovice település Csehországban, a Brno-vidéki járásban. Jiříkovice Šlapanice, Ponětovice, Tvarožná, Blažovice, Prace és Zbýšov településekkel határos. Lakosainak száma 983 fő (2024. január 1.).

## Népesség
A település lakosságának változását az alábbi diagram mutatja:
| Lakosok száma | 454  | 525  | 705  | 752  | 795  | 869  | 909  | 911  | 971  | 983  |
|               | 1869 | 1890 | 1921 | 1950 | 1980 | 2001 | 2017 | 2019 | 2022 | 2024 |